# スターヴァージン
『スターヴァージン』は、1988年6月21日に発売された大桃一郎監督による日本のオリジナルビデオ作品。同名のMSX用ゲームへのメディアミックス展開も行われた。

## 概要
宇宙人の少女（演：黒木永子）が地球を観光に訪れ、ひょんなことから地球征服を狙う悪人と戦う羽目に陥る。映画『スーパーガール』(1984年）を翻案したようなコミカルなファンタジー作品である。
ヒロインは男のよこしまな欲望を感知するとビキニ風の「パワードプロテクター」（いわゆるビキニアーマー）姿に変身する。1980年代に日本のアニメ（『幻夢戦記レダ』など）やコンピュータゲーム（『アテナ』など）で流行したビキニアーマーヒロインを実写化した日本では初めての商業ビデオ作品とみられる。
監督の大桃一郎は特撮もののパロディフィルムの製作などで知られており、1984年に日本初の巨大変身ヒロインオリジナルビデオ『マイティレディのすべて』（大映）を製作していた。本作品はその派生作品であり、当初、素顔の等身大ヒロインが怪獣や巨大ロボットと戦うという内容の『マスク オフ マイティレディ』として企画された。
1986年には黒木永子を主演に起用し『スターヴァージン』のタイトルでパイロットフィルムが製作された。後年公表された同フィルムによれば内容は比較的シリアスなものであったことがうかがえる。またヒロインのビキニアーマーは『マイティレディ』関連作品で一本木蛮が演じた『ダイナス』に近い意匠のものであった。
その後、ストーリーラインをコミカルなものにし、コスチュームも変更する形で企画が本始動、1987年10月から1988年1月にかけて撮影・製作が行われた。ロケ地には西表島と東京・お台場が使われた。途中、黒木が別の映画（『フライング 飛翔』）の撮影で大怪我をして1988年2月の発売予定が繰り下げられるというアクシデントがあったものの、1988年6月21日にビデオが、7月21日にLDとMSXゲームがいずれもポニーキャニオンより発売された。
制作を担当したのは映画『さよならジュピター』でプロップ製作に携わったオガワモデリング（旧・小川模型グループ）で、撮影監督に同作の撮影に関わった大川藤雄、特撮監督には『マイティレディのすべて』の特撮監督や『帝都物語』の特撮進行を務めた田川利夫が起用されている。脚本は大桃とWAHAHA本舗を主宰する喰始の連名となっており、コミカルな味つけには喰の影響が見られる。
キャスティング面では『さよならジュピター』の原作者である小松左京が主人公の父親役として出演していることが注目される。また悪の首領であるマッドサイエンティストを『宇宙戦艦ヤマト』の主題歌などで知られる佐々木功（現・ささきいさお）、主人公の相方のオタク少年役を後年「競馬予想家」として著名になる太組富士雄（現・太組不二雄）が演じている。
C調でスラップスティックな味わいが全編を覆っているが、ところどころで良質のSFX描写も取り入れられ、ストーリー上もきちんと完結した作品となっている。
主演の黒木永子は中学時代に器械体操部に所属していたという経歴を活かし、露出度の高いコスチュームと躍動感ある演技で本作に華を添えた。ビデオの販促キャンペーンは全国7都市で行われ、黒木がビキニアーマーのコスチュームで東京・渋谷のセンター街を練り歩き、プロモーションビデオ『チラビデオ』を配布するというパフォーマンスも行われた。

## あらすじ
主人公のエイコは宇宙人の少女。地球に観光旅行にやってきた。心配性の父親から託されたのは左腕のブレスレット。ブレスレットが男の欲望を感知するとパワードプロテクター（「ビキニの貞操帯」）姿に変身、怪力を出すことができる。日本で昆虫オタクの少年コオと知り合ったエイコ。ところがコオは悪の組織につけ狙われ、南海の孤島に連れ去られてしまう。島ではマッドサイテンティスト・アラシヤマ大佐がコオの体に隠された秘密を利用し、世界征服に乗り出そうとしていた。エイコは変身してコオを助け出すものの、大佐が製作したロボットに捕らえられてしまう。若返り薬を服用してエイコをも我が物にしようとするアラシヤマ大佐。エイコに貞操の危機が迫る!!

## 主な登場人物、キャスト
エイコ （演：黒木永子）
宇宙から地球に観光旅行に来たヒロイン。男の欲望を検知するブレスレットでパワードプロテクター姿に変身する。武器は長剣と人間の2乗倍の怪力。
コオ （演：太組富士雄）
エイコが地球で知り合った昆虫オタクの少年。体内にある秘密を持ち、それが原因でアラシヤマ博士から執拗に狙われる羽目に。当初はエイコのブレスレットにも反応しなかったが、ラストでは水着姿のエイコのシャワーシーンを覗いて欲情し、エイコの不興をかってしまう。
アラシヤマ大佐 （演：佐々木功）
南海の孤島で84年の生涯をかけ、大日本帝国の軍事費を横流しして、世界征服の計画を練っていたマッドサイエンティスト。自由の女神姿の巨大ロボット「種子島四式」をモスクワに侵攻させることで核戦争を起こし、その隙に世界を征服する野望を持っている。老齢でありながら好色。
エイコの父 （演：小松左京）
エイコが旅行に出る際、その身を案じて変身ブレスレットを渡す。
歯医者　（演：篠原勝之）
コオの行きつけの歯医者。アラシヤマ大佐のある秘密をコオの体に隠す。
通天閣1号
アラシヤマ大佐が開発した等身大戦闘ロボット。右目から怪光線を発射。パワーでは変身姿のエイコと同等以上。エイコたちの攻撃でダメージを受けながら、物語終盤まで執拗に二人を追い回す。
種子島四式ロボット
巨大ロボット。アラシヤマ大佐がモスクワに侵攻させ、世界大戦の引き金を引くために建造した。

## スタッフ
- 制作・美術：オガワモデリング
- 脚本：大桃一郎、喰始
- 監督：大桃一郎
- 特撮監督・美術デザイナー：田川利夫
- 撮影監督・光学撮影：大川藤雄
- 録音：福島音響（福島幸雄、瀬谷満、植松淳一）
- 照明：関輝久、青山茂雄、細谷育男
- 編集：斉藤美津子、大桃一郎、吉田栄子
- 音楽：川井憲次
- モデル&ミニチュアスーパーバイザー：小川正晴
- スターヴァージンコンセプトデザイン：戸津治樹、新藤歩
- 特殊メイク：木谷太士郎、高柳祐介
- キャラクターデザイン：小宮俊男、花島誠人、戸津治樹
- デザイン協力：河森正治、出渕裕、細野不二彦、石津泰志
- 造形協力：品田冬樹
- アニメ作画：戸津治樹
- CG：山内学
- 特殊撮影：IMAGICAビジュアルエフェクトグループ
- 現像：IMAGICA
- プロデューサー：加畑圭造
- 製作指揮：丸山寿敏
- 制作協力：リバートップ
- 製作者：武政克彦、小川正晴
- 製作・著作：ポニーキャニオン

## ビデオ
- スターヴァージン (VHS) （1988年6月21日、ポニーキャニオン V108F1669）
- スターヴァージン (β)  （1988年6月21日、ポニーキャニオン X108F1669）
- スターヴァージン (LD） （1988年7月21日、ポニーキャニオン G98F0256）

## サウンドトラック
作曲は川井憲次、作詞は栃内淳。主題歌は岩間梨絵子による。黒木も1曲のみ劇中歌「Hが私のエネルギー」を歌っている。

### アルバム
- スターヴァージン 音楽編 (LP) （1988年6月21日、ポニーキャニオン C25G0496）
- スターヴァージン 音楽編 (CD) （1988年6月21日、ポニーキャニオン D30G0077）

（CD収録曲）
1. 始まり、始まり…
2. スターヴァージン （歌:岩間梨絵子）
3. 戦車が街にやってきた
4. 戦え! スターヴァージン
5. 通天閣1号、あらわる
6. NONSTOP DREAMER （歌:佐々木功）
7. 3D冒険活劇ジャングル
8. Hが私のエネルギー （歌:黒木永子）
9. がんばれ! たべコオ
10. コオとエイコのバラード
11. アラシヤマ大佐の陰謀
12. 帰ってきたスターヴァージン
13. 涙の卵 （歌:岩間梨絵子）

### シングル
- スターヴァージン c/w 涙の卵 (7") （1988年5月21日、ポニーキャニオン 7A0858）
- スターヴァージン c/w 涙の卵 (CDシングル) （1988年5月21日、ポニーキャニオン S10A0098）

## ゲーム
- スターヴァージン （1988年7月21日、ポニーキャニオン）

MSX2フォーマットで発売された。

## 関連作品
- マイティレディスーパープレミアムビデオ （2003年5月20日、ビッグピーチエンタテインメント）

『マスク オフ マイティレディ』のパイロットフィルムを収録。VHSのみ。
- マイティレディスーパープレミアムCD-ROM写真集 （2003年5月20日、ビッグピーチエンタテインメント）

『マスク オフ マイティレディ』関連の画像を収録。CD-ROM。